# Sollacaro
Pour l’article homonyme, voir Antoine Sollacaro.
Sollacaro est une commune française dans la circonscription départementale de la Corse-du-Sud et le territoire de la collectivité de  Corse. Elle appartient à l'ancienne piève de Vallinco.

## Géographie

### Géographie physique
À vol d'oiseau, Sollacaro est à 25 km au sud-est de la préfecture Ajaccio, 14 km au nord de la sous-préfecture Sartène et 8 km au sud-ouest de Petreto-Bicchisano, les distances par la route sont presque doublées.

### Géologie et relief
Le village est situé à 450 m d'altitude dans la vallée du Taravo, en grande partie sur le versant nord-ouest d'une colline, orientation qui le prive du soleil matinal, les quartiers historiques et en particulier la tour (Torre) sont situés sur un éperon rocheux et bénéficient du soleil des 8 h en été.
La colline est située entre les RD 302 et 157A d'un côté et la RN 196 de l'autre côté. Il est traversé par la route départementale 302 qui relie le col de Celaccia à Pisciatello (près d'Ajaccio) par Pila-Canale.

### Sismicité
Commune située dans une zone de sismicité 1.

### Hydrographie et les eaux souterraines
Cours d'eau sur la commune ou à son aval :
- fleuve le taravo,
- ruisseaux de petrera, de barcajolo, de candoli, de favale.

Sollacaro dispose d'une station d'épuration d'une capacité de 1000 équivalent-habitants.

### Climat
Climat méditerranéen classé Csb dans la classification de Köppen et Geiger.

### Voies de communications et transports

#### Voies routières
En contrebas, sur la RD 57, en direction de Porto Polo, se situent les hameaux de Calvese et, à quelques kilomètres, de Filitosa.  Tous deux appartiennent à la commune.

### Transports en commun
- Bus[7].

#### Lignes SNCF
- Gare d'Ajaccio.
- Gare de Mezzana.

#### Ports
- Le port de Propriano.
- Le port d'Ajaccio Tino-Rossi[8].

#### Transports aériens
- Aérodrome de Propriano.
- Aéroport d'Ajaccio-Napoléon-Bonaparte.

## Urbanisme

### Typologie
Au 1er janvier 2024, Sollacaro est catégorisée commune rurale à habitat dispersé, selon la nouvelle grille communale de densité à sept niveaux définie par l'Insee en 2022.
Elle est située hors unité urbaine. Par ailleurs la commune fait partie de l'aire d'attraction de Propriano, dont elle est une commune de la couronne,. Cette aire, qui regroupe 13 communes, est catégorisée dans les aires de moins de 50 000 habitants,.

### Occupation des sols

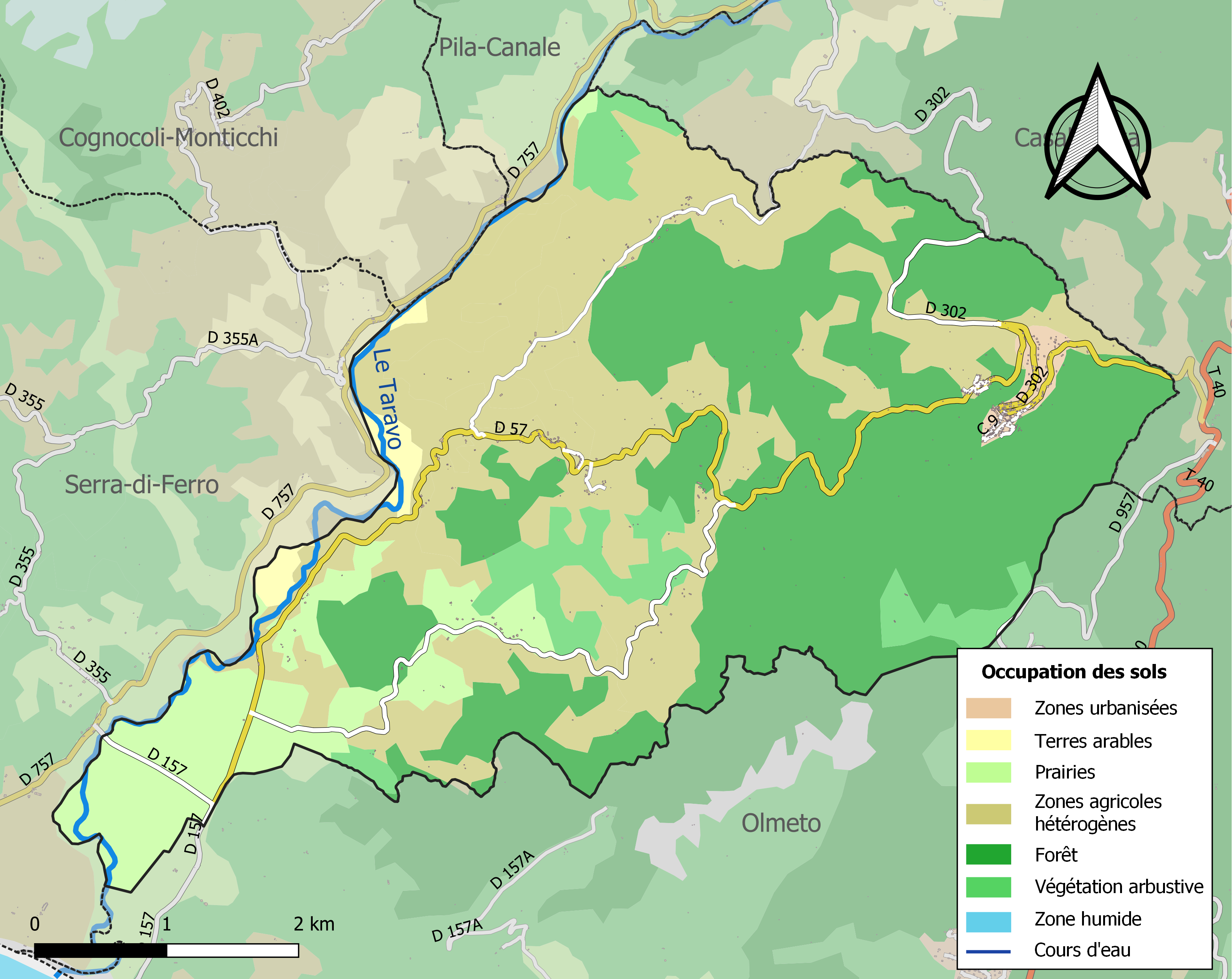
Carte de l'occupation des sols de la commune en 2018 (CLC).

L'occupation des sols de la commune, telle qu'elle ressort de la base de données européenne d’occupation biophysique des sols Corine Land Cover (CLC), est marquée par l'importance des territoires agricoles (49,7 % en 2018), en augmentation par rapport à 1990 (48,2 %). La répartition détaillée en 2018 est la suivante : 
forêts (42,9 %), zones agricoles hétérogènes (37,3 %), prairies (10,9 %), milieux à végétation arbustive et/ou herbacée (6,4 %), terres arables (1,5 %), zones urbanisées (1 %).
L'IGN met par ailleurs à disposition un outil en ligne permettant de comparer l’évolution dans le temps de l’occupation des sols de la commune (ou de territoires à des échelles différentes). Plusieurs époques sont accessibles sous forme de cartes ou photos aériennes : la carte de Cassini (XVIIIe siècle), la carte d'état-major (1820-1866) et la période actuelle (1950 à aujourd'hui).

## Histoire

### Préhistoire et proto-histoire

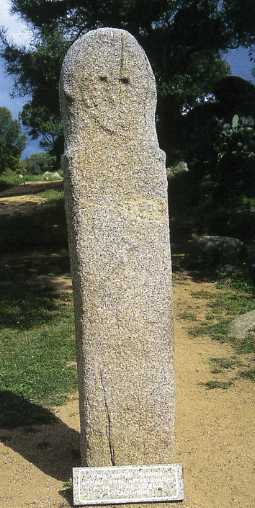
Figure mégalithique à Filitosa.

L'occupation humaine est attestée dans la vallée du Taravo dès la fin du néolithique et le début de l'âge du bronze.  Sur le site archéologique de Filitosa, dans la commune de Sollacaro sur une butte en surplomb de la vallée, ont été trouvées des pointes flèches et de la poterie datant d'environ 3300 avant notre ère. Des statues-menhirs humaines de deux à trois mètres de haut, représentant des visages, armures et épées courtes, y ont été érigés vers 1500 à 1300 avant notre ère, comme gardiens probables surveillant une invasion imminente.
Selon la théorie de Roger Grosjean, archéologue responsable des fouilles systématiques organisées depuis 1954, les Shardanes ou les Torréens, l'un des Peuples de la mer qui déferlent sur les côtes méditerranéennes achevant l'Empire hittite et menaçant l'Égypte antique, envahissent le Sud de la Corse et la Sardaigne.
À Filitosa, les statues-menhirs seront parfois réutilisées comme matériau de construction dans de grandes constructions circulaires, les torre, autour desquelles ont été construites des agglomérations néolithiques fortifiées (castelli).

### Du Moyen Âge à l'époque moderne
La construction du village en hauteur, caché de la mer, participe d'une tendance générale en Corse du VIIIe au XVIe siècle afin de se protéger des « pirates barbaresques » qui assaillent les côtes. La construction centrale est une maison forte du XVIe siècle, œuvre d'une famille de notables qui domine alors la Corse, les Colonna d'Istria.
Jusqu'à leur réunion dans la commune de Sollacaro en 1853, Sollacaro et Calvese appartiennent à la pieve d'Istria, un découpage administratif antérieur au XIe siècle permettant un mode de vie autarcique .

## Population et société

### Démographie

#### Évolution démographique
L'évolution du nombre d'habitants est connue à travers les recensements de la population effectués dans la commune depuis 1800. Pour les communes de moins de 10 000 habitants, une enquête de recensement portant sur toute la population est réalisée tous les cinq ans, les populations de référence des années intermédiaires étant quant à elles estimées par interpolation ou extrapolation. Pour la commune, le premier recensement exhaustif entrant dans le cadre du nouveau dispositif a été réalisé en 2008.

En 2022, la commune comptait 383 habitants, en évolution de +6,98 % par rapport à 2016 (Corse-du-Sud : +7,61 %, France hors Mayotte : +2,11 %).
| 1800 | 1806 | 1821 | 1831 | 1836 | 1841 | 1846 | 1851 | 1856 |
| ---- | ---- | ---- | ---- | ---- | ---- | ---- | ---- | ---- |
| 559  | 536  | 448  | 607  | 615  | 685  | 762  | 706  | 906  |

| 1861  | 1866  | 1872  | 1876  | 1881  | 1886  | 1891  | 1896  | 1901  |
| ----- | ----- | ----- | ----- | ----- | ----- | ----- | ----- | ----- |
| 1 020 | 1 050 | 1 103 | 1 027 | 1 024 | 1 099 | 1 159 | 1 341 | 1 494 |

| 1906  | 1911  | 1921  | 1926  | 1931  | 1936  | 1946 | 1954 | 1962 |
| ----- | ----- | ----- | ----- | ----- | ----- | ---- | ---- | ---- |
| 1 433 | 1 259 | 1 286 | 1 292 | 1 078 | 1 056 | 754  | 657  | 485  |

| 1968 | 1975 | 1982 | 1990 | 1999 | 2006 | 2008 | 2013 | 2018 |
| ---- | ---- | ---- | ---- | ---- | ---- | ---- | ---- | ---- |
| 448  | 355  | 290  | 324  | 326  | 340  | 344  | 347  | 369  |

| 2022 | - | - | - | - | - | - | - | - |
| ---- | - | - | - | - | - | - | - | - |
| 383  | - | - | - | - | - | - | - | - |

#### Pyramide des âges
La population de la commune est relativement âgée.
En 2018, le taux de personnes d'un âge inférieur à 30 ans s'élève à 18,2 %, soit en dessous de la moyenne départementale (29,4 %). À l'inverse, le taux de personnes d'âge supérieur à 60 ans est de 45,0 % la même année, alors qu'il est de 30,2 % au niveau départemental.
En 2018, la commune comptait 179 hommes pour 190 femmes, soit un taux de 51,49 % de femmes, légèrement inférieur au taux départemental (51,7 %).
Les pyramides des âges de la commune et du département s'établissent comme suit.
| Hommes | Classe d’âge | Femmes |
| ------ | ------------ | ------ |
| 1,1    | 90 ou +      | 2,1    |
| 10,6   | 75-89 ans    | 15,3   |
| 32,4   | 60-74 ans    | 28,4   |
| 24,0   | 45-59 ans    | 21,1   |
| 14,5   | 30-44 ans    | 14,2   |
| 6,1    | 15-29 ans    | 11,1   |
| 11,2   | 0-14 ans     | 7,9    |

| Hommes | Classe d’âge | Femmes |
| ------ | ------------ | ------ |
| 0,8    | 90 ou +      | 1,9    |
| 9,5    | 75-89 ans    | 11,2   |
| 19     | 60-74 ans    | 19,2   |
| 21,2   | 45-59 ans    | 20,1   |
| 19     | 30-44 ans    | 19,7   |
| 13,9   | 15-29 ans    | 12,9   |
| 16,7   | 0-14 ans     | 15,1   |

#### Structure de la population
Malgré sa proximité du littoral, Sollacaro partage avec la plupart des communes rurales de l'intérieur un exode important jusque dans les années 1980 avec un solde migratoire de l'ordre de -10‰ entre 1968 et 1982.  Depuis, cette tendance s'est inversée avec un solde migratoire de 15‰ sur la période 1990-1990, compensant le solde naturel de -14‰. Ainsi, passant de 448 à 290 habitants en 14 ans (1968–1982), la population s'est stabilisée autour de 324 habitants depuis 1990. Cet inversement de tendance est surtout observé dans le voisinage des grandes villes Ajaccio et Bastia : dans un phénomène de rurbanisation, on assiste au retour des retraités et de certains actifs dans les villages.  L'effet reste faible à Sollacaro en raison de sa distance à ces agglomérations.  De fait, seuls 44 % des nouveaux arrivants de la décennie 1990-1999 proviennent de la région ; 54 % habitaient en France métropolitaine en 1990. Sept venus de métropole sur dix sont des retraités (44 %) ou d'autres inactifs (28 %), revenant dans leur village d'origine après une carrière professionnelle hors de Corse.[réf. nécessaire]
La population actuelle est particulièrement âgée, les personnes de 60 ans et plus comptant pour près de la moitié (46 %). Cela explique le solde naturel fortement négatif : le taux de natalité est faible (5‰) et celui de mortalité, élevé (19‰).
Après une chute importante de 1968 à 1982 en corollaire de l'exode, le nombre de résidences principales est remonté en 1999 près de son niveau d'origine, avec 2,1 personnes par résidence. Le nombre de résidences secondaires a fortement augmenté au cours de toute la période et dépasse actuellement le nombre de résidences principales.  Cela est grande partie lié à l'habitude des anciens Sollacarais d'y conserver une résidence secondaire.
Seules deux résidences principales sur dix sont occupées par un locataire (21 %), sept sur dix (72 %) par leur propriétaire et 7 % à titre gratuit ; plus de neuf sur dix (92 %) sont des maisons individuelles dont le nombre médian de pièces est 3 et dont la date de construction date d'avant 1949 (pour 75 %).
En 1999, moins de trois habitants de plus de 15 ans sur dix (28 %) exercent une activité professionnelle : 35 % sont retraités, 6 % à la recherche d'emploi et 31 % sont d'autres inactifs, qui sont essentiellement des femmes (75 %) et des étudiants. Le taux de chômage est élevé (16 %), surtout chez les hommes (19 %), et deux chercheurs d'emploi sur trois sont chômeurs de longue durée
Les agriculteurs ne représentent plus que 8 % de la population totale et 20 % des actifs, contre 13 % et 48 % respectivement 9 ans plus tôt ; les artisans et commerçants ne représentent plus que 12 % des actifs ayant un emploi soit une baisse du tiers depuis 1990. La catégorie socio-professionnelle la plus représentée, avec quatre personnes ayant un emploi sur dix, est formée par les employés (38 % des actifs), suivie par les agriculteurs (20 %) puis les professions intermédiaires (19 %),. La diminution des occupations locales (artisanat, commerce, agriculture) s'accompagne par une augmentation du nombre de personnes travaillant à l'extérieur : six personnes sur dix exercent leur activité dans une autre commune (+ 85 % en 9 ans). Le mode de transport prépondérant est la voiture particulière (85 % des personnes avec un emploi). En 1999, tous les salariés sont employés à temps plein, près de la moitié (46 %) sont titulaires de la fonction publique, la même proportion d'un contrat à durée indéterminée, et un peu moins d'un sur dix (8 %) a un emploi subventionné.
Les étrangers représentent 1,8 % de la population ; sept habitants sur dix (71 %) sont nés en Corse, ce chiffre tombe à 55 % chez les 25-59 ans, tranche d'âge correspondant à l'exode le plus important (des années 1950 aux années 1970) : de nombreux Corses partent travailler en métropole lors des Trente Glorieuses.[réf. nécessaire]

### Enseignement
Le fait que de nombreux jeunes suivent leurs études hors de la commune ou sur le continent a eu des conséquences au niveau de l'école primaire du village passant 150 élèves en 1945 à 8 en 1983.  Elle a un temps été regroupée avec celle de la commune voisine de Casalabriva (une année sur deux à Sollacaro). Le renouveau démographique a permis au village de récupérer une école à temps plein : elle compte actuellement une vingtaine d'élèves.
Le nombre de personnes de plus de 15 ans non scolarisée sans aucun diplôme a diminué de moitié de 1990 à 1999, passant à 22 %. 16 % disposent d'un diplôme équivalent au baccalauréat, au brevet professionnel ou supérieur.
Établissements d'enseignements :
- Écoles maternelles à Olmeto, Pila-Canale, Viggianello,
- Écoles à Sollacaro,
- Collèges à Petreto-Bicchisano, Propriano,
- Lycées à Sartène.

### Santé
Professionnels et établissements de santé :
- Médecin à Olmeto,
- Pharmacie à Olmeto,
- Hôpital à Sartène.

### Cultes
- Culte catholique, Ensemble interparoissial de Propriano et Olmeto[39], Diocèse d'Ajaccio.

## Économie
L'économie est dominée par le secteur tertiaire avec trois quarts des emplois (74 %), avec une part significative pour le secteur primaire (20 %). La construction et l'industrie ne comptent que pour 6 %.  Le chômage est élevé (16 % en 1999) et comparable à la moyenne de la région (17,6 % en 2004, 12,9 % au niveau français) ; le revenu moyen par ménage est de 87 % de la moyenne corse (9 742 € en 2004, 65 % du revenu moyen français),.

### Production
- Agriculture : olive, huile d'olive, vin, fruits.
- Élevage : ovins, bovins.
- Artisanat.

### Tourisme
Malgré sa proximité au littoral et le site archéologique de Filitosa, la part du tourisme dans l'économie de la commune reste limitée : en 2003, la commune ne compte aucune place de camping et aucune chambre d'hôtel classée.
Toutefois, Sollacaro offre plusieurs possibilités d'hébergements en gîtes et chambres d'hôtes, classés auprès des Gites de France Corse.

## Politique et administration

### Liste des maires
| Période | Période  | Identité                 | Étiquette     | Qualité               |
| ------- | -------- | ------------------------ | ------------- | --------------------- |
| 1865    | 1935     | Célestin Caïtucoli       |               |                       |
| 1965    | 1971     | Charles Colonna d'Istria |               |                       |
| 1971    | 198?     | Paul Lorenzi             |               |                       |
| 1983    | 2014     | Alexandre Mondoloni      | Apparenté PCF |                       |
| 2014    | En cours | Jean-Jacques Bartoli     |               | Professeur des écoles |

### Budget et fiscalité 2017
En 2017, le budget de la commune était constitué ainsi :
- total des produits de fonctionnement : 526 000 €, soit 149 € par habitant ;
- total des charges de fonctionnement : 389 000 €, soit 1 102 € par habitant ;
- total des ressources d'investissement : 901 000 €, soit 2 551 € par habitant ;
- total des emplois d'investissement : 155 000 €, soit 439 € par habitant ;
- endettement : 453 000 €, soit 1 283 € par habitant.

Avec les taux de fiscalité suivants :
- taxe d'habitation : 13,37 % ;
- taxe foncière sur les propriétés bâties : 9,39 % ;
- taxe foncière sur les propriétés non bâties : 0,00 % ;
- taxe additionnelle à la taxe foncière sur les propriétés non bâties : 0,00 % ;
- cotisation foncière des entreprises : 0,00 %.

Chiffres clés Revenus et pauvreté des ménages en 2016 : médiane en 2016 du revenu disponible, par unité de consommation.

### Intercommunalité
Commune membre de la Communauté de communes du Sartenais-Valinco.

## Lieux et monuments
- Sites archéologiques :
  - Site préhistorique de Filitosa[45].
  - Site préhistorique I Callanchi - Saparata Alta[46].
  - Dolmen du Tarava[47].
- Patrimoine religieux :
  - Ancienne église paroissiale de Saint-Albert de Calvese[48].
  - Église Saint-Albert[49].
  - Église paroissiale de l'Assomption[50].
  - Chapelle Saint-Roch[51].
  - Ancienne chapelle Saint-Laurent, actuellement remise[52].
- Patrimoine civil :
  - Pisciaredda- fontaine construite en 1869.
  - Serra-di-Ferro pont Caitucoli sur le Taravo.
  - Mairie-école[53].
  - Maisons de notables.
  - Maisons fortes.
  - Monuments aux morts - Architecte Ph. Poggionovo[54].
  - Buste de Célestin Caitucoli - Ancien maire de Sollacaro[55].
  - Plaque commémorative Paul Poggionovo.

### Photos

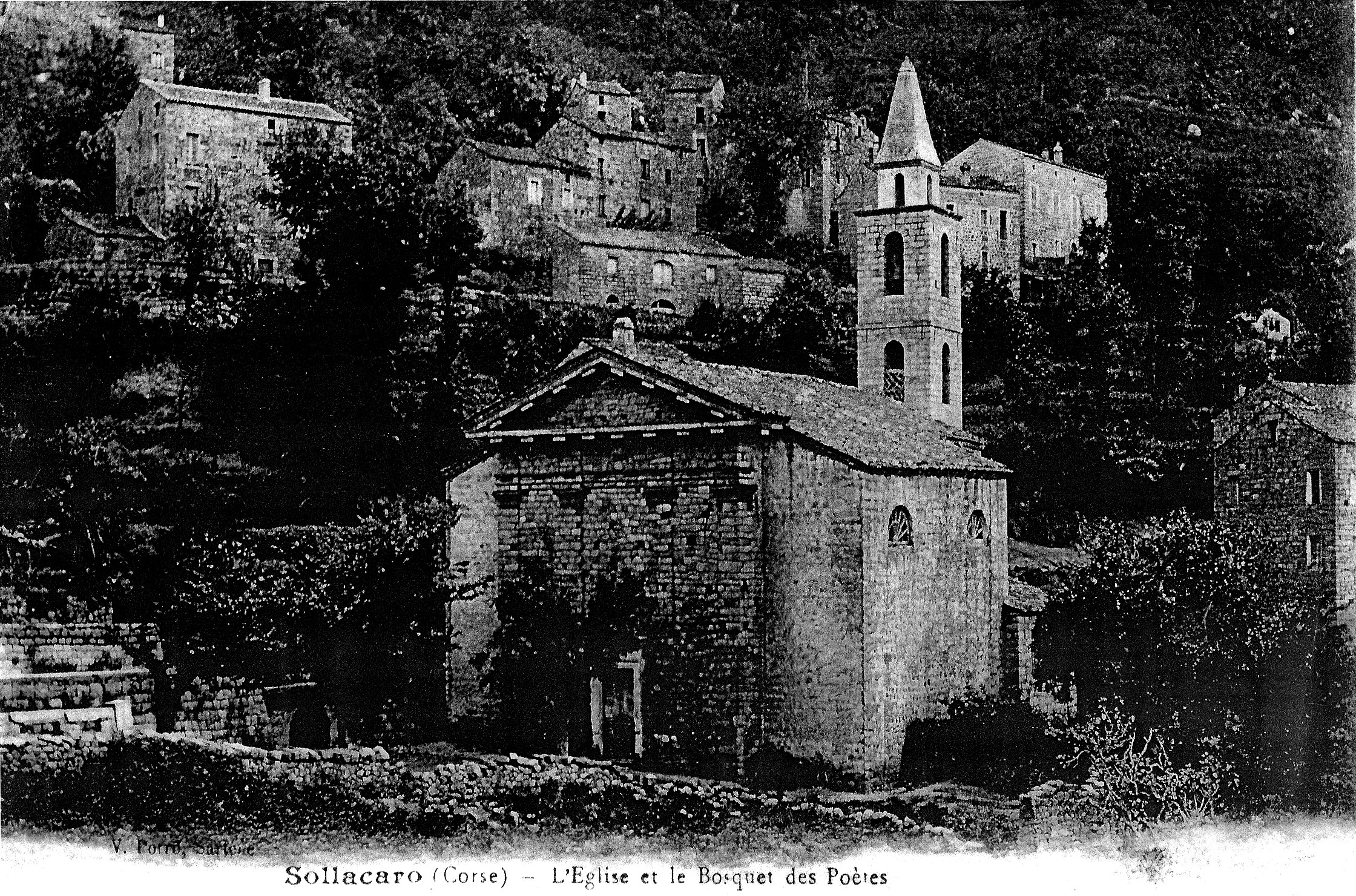
Photo de l'église prise en 1900.
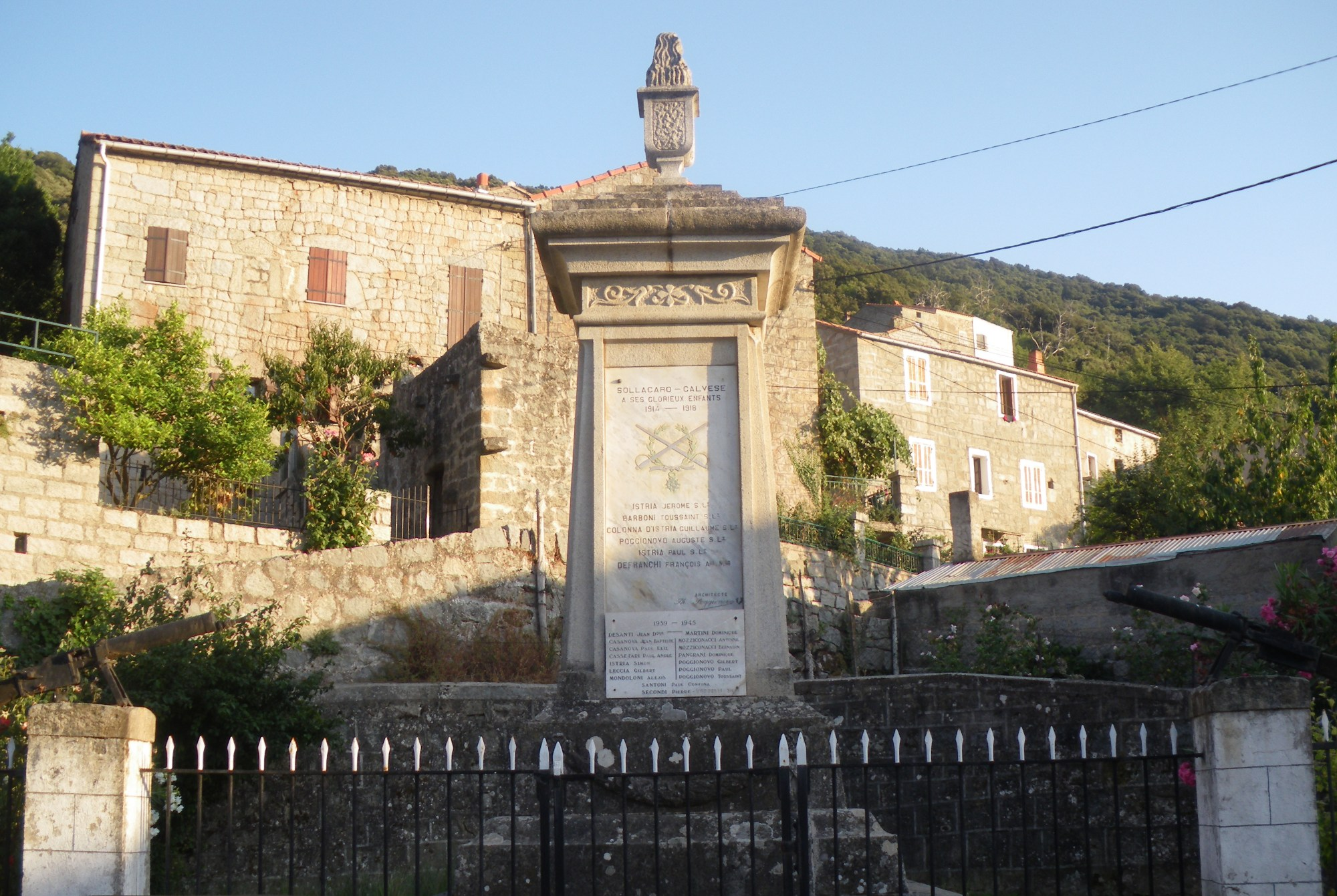
Monument aux morts.
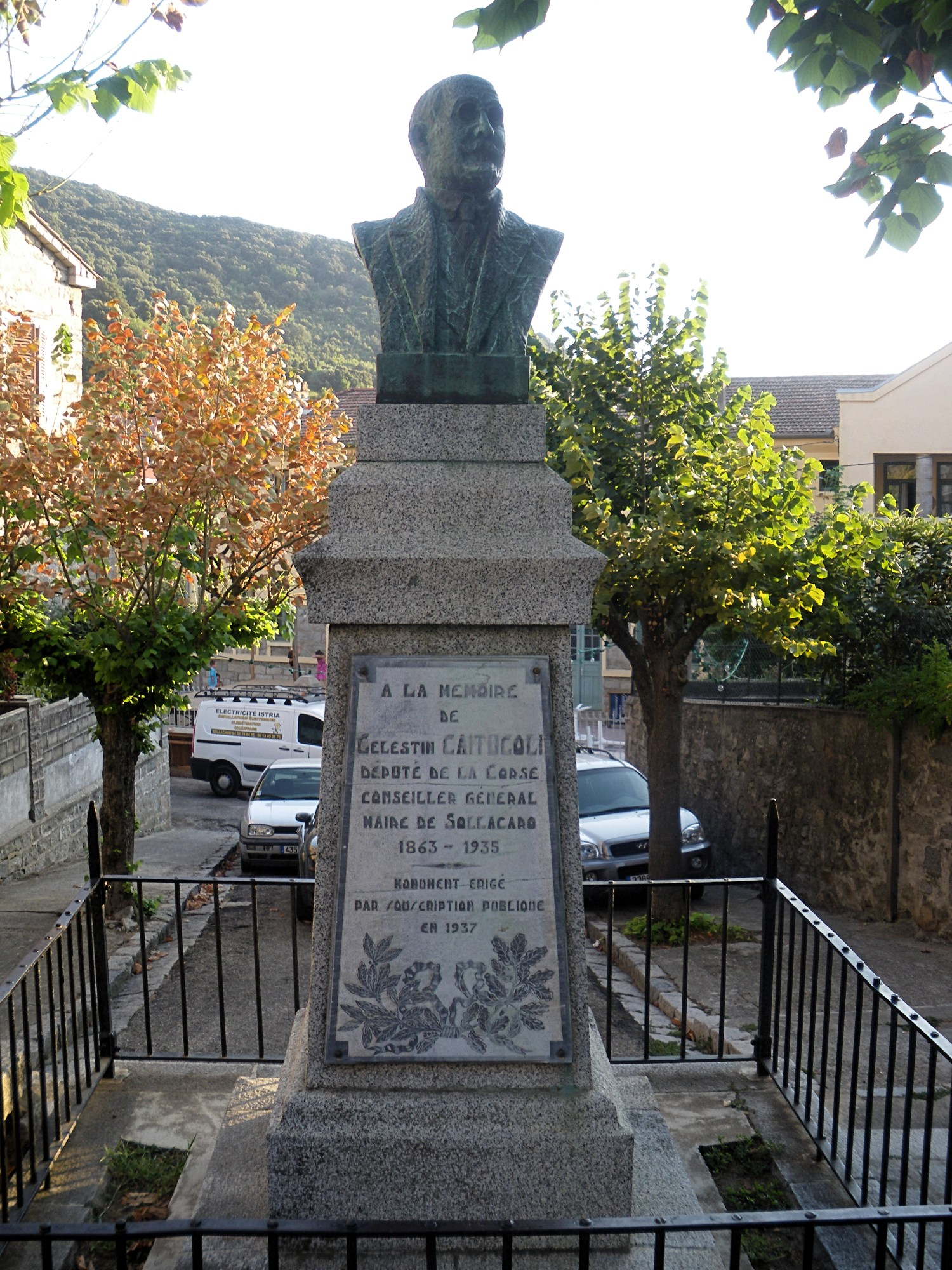
Buste Célestin Caitucoli.
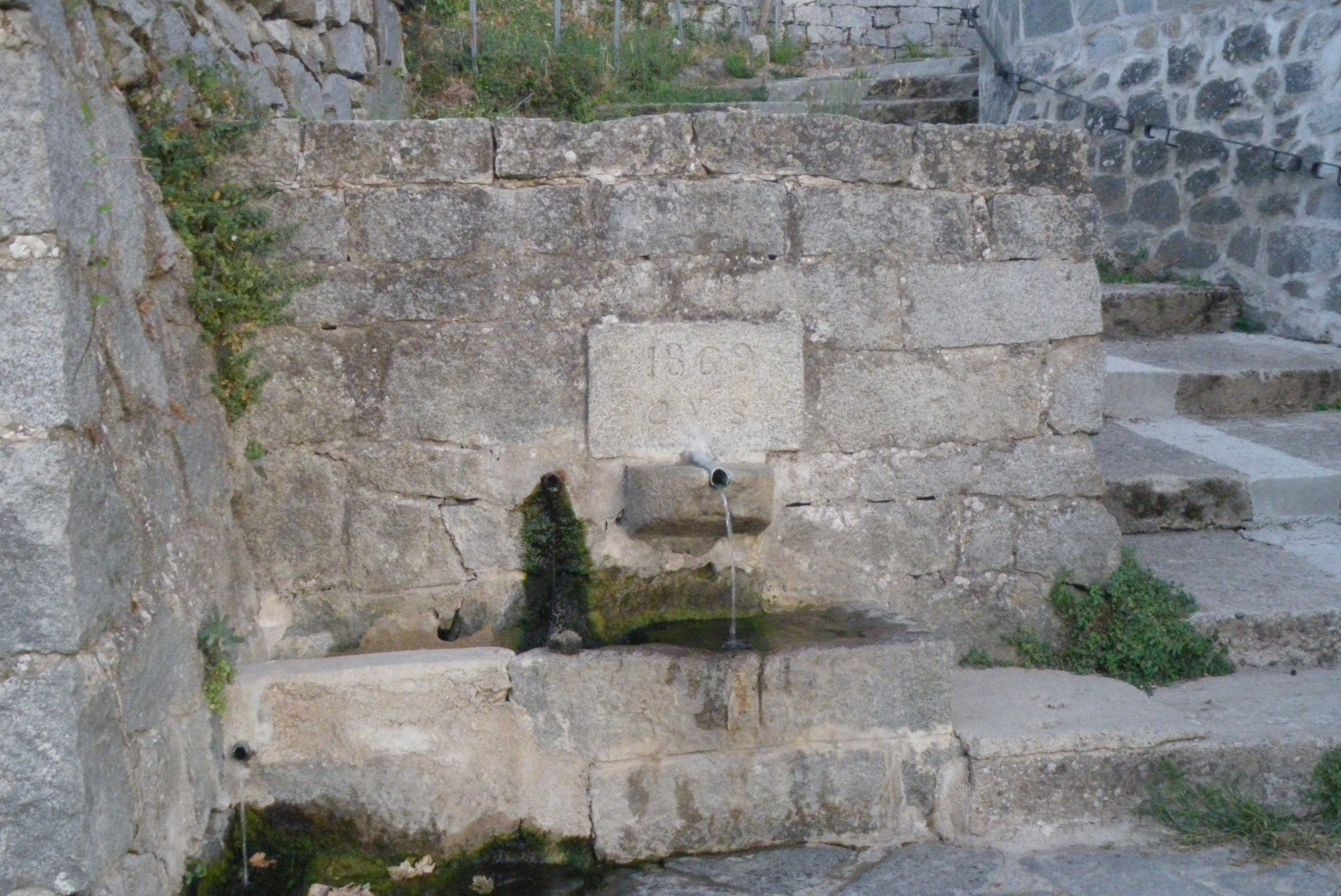
Pisciaredda.
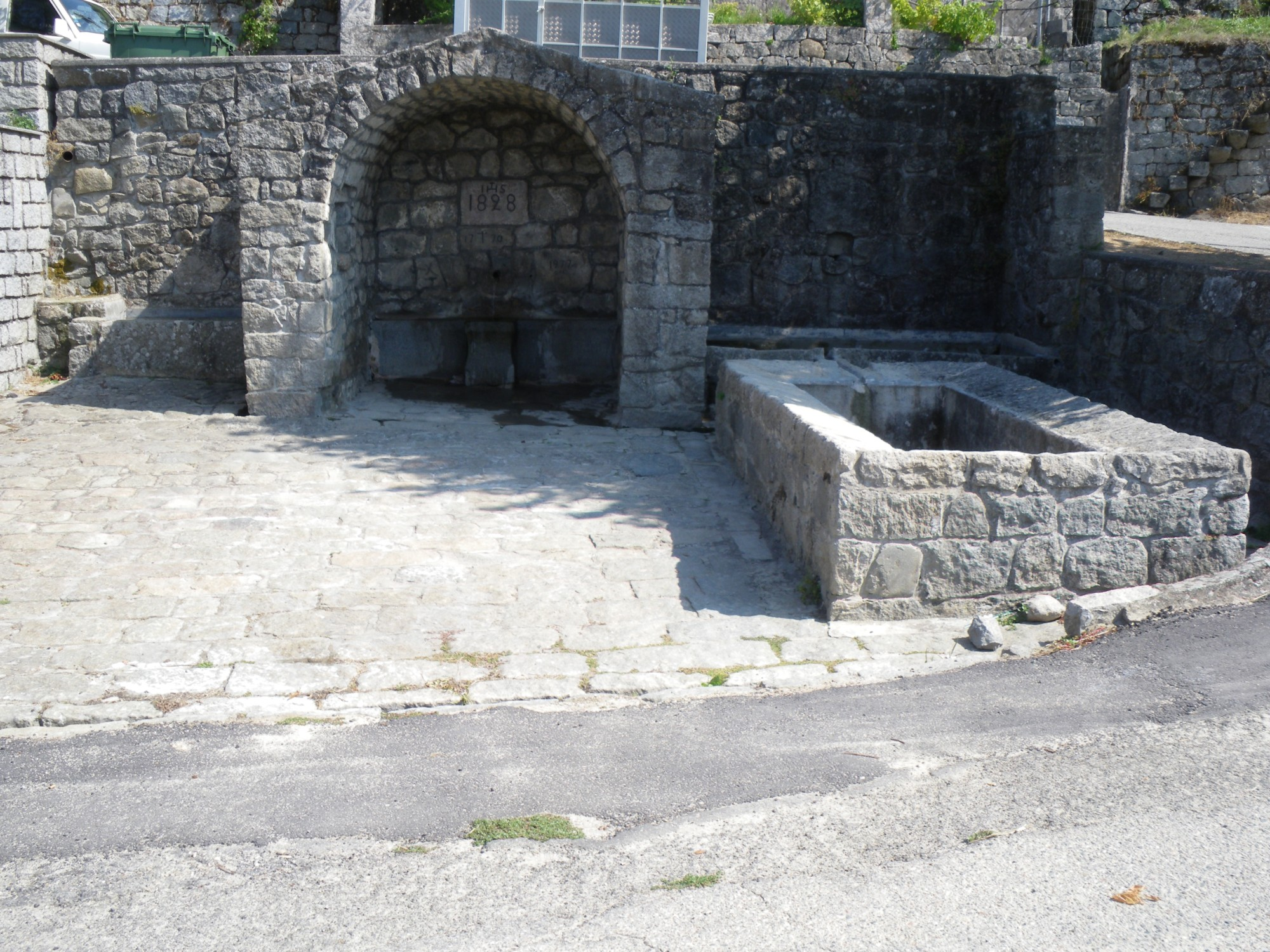
Grande fontaine (vue globale avec les bassins).
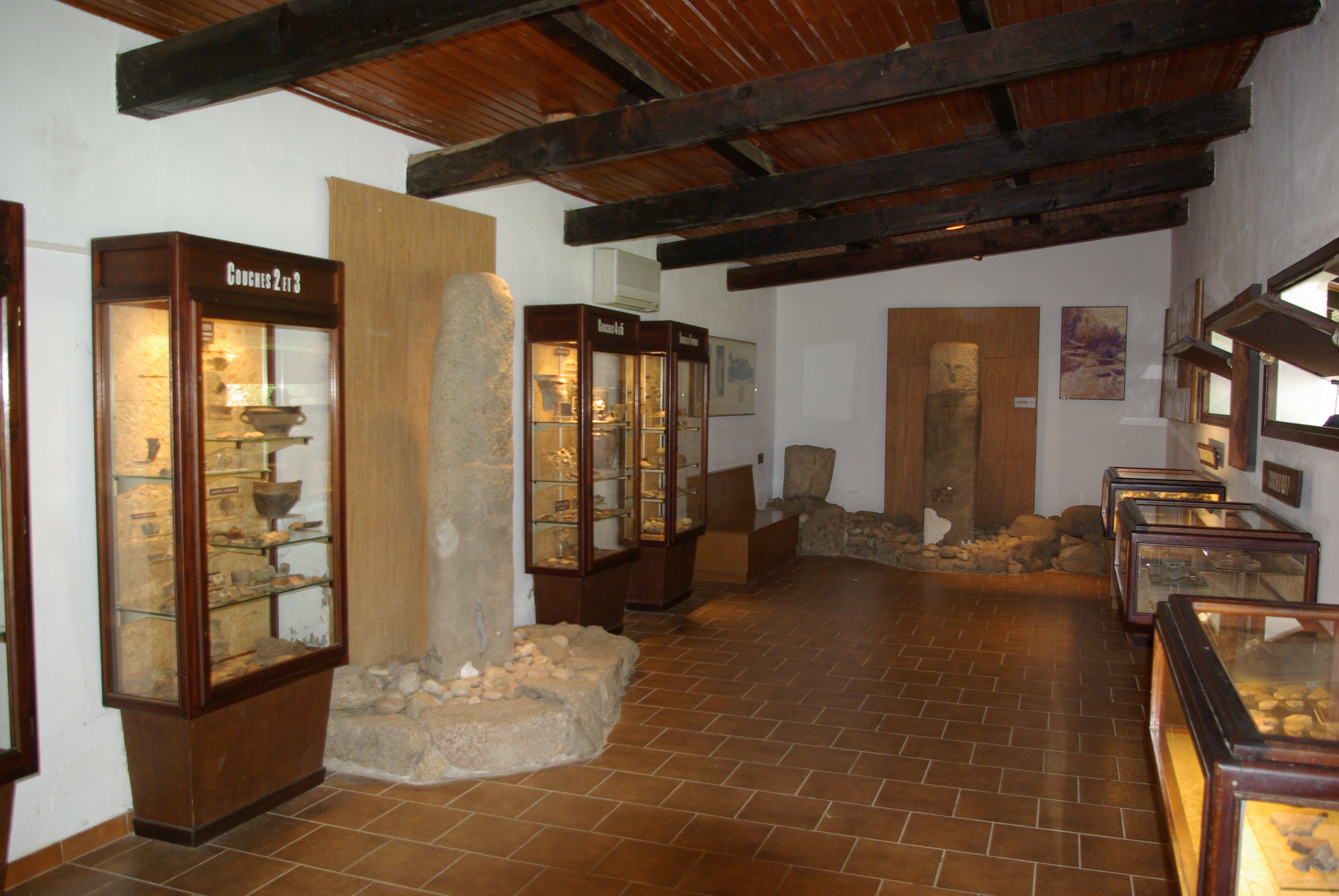
Collections archéologiques Filitosa.

## Personnalités liées à la commune
- James Boswell, écrivain britannique, y rencontre le chef de la Corse indépendante Pascal Paoli en 1766[56]. L'auteur écrit par la suite An Account of Corsica.
- Alexandre Dumas (1802-1870) séjourna dans le village, ce qui lui inspira Les Frères corses (1845).
- Célestin Caïtucoli (1865-1935), maire du village et député de la IIIe République[57].
- Charles Colonna d'Istria (1911-1991), compagnon de la libération et maire du village[43].
- Paul Poggionovo (1924-1944), résistant à l'occupation italienne[58],[59],[60].